# Батиста, Норкис
Но́ркис Ели́тца Бати́ста Вилларроэ́ль (исп. Norkys Yelitza Batista Villarroel , род. 30 августа,1977, Каракас, Венесуэла) — венесуэльская актриса, модель, экс-королева красоты и предприниматель.

## Биография
Родилась в Каракасе, в малообеспеченной семье. У неё есть восемь братьев, один из них, певец, Луиджи Батиста.
Батиста стала знаменитой, когда заняла второе место в конкурсе красоты «Мисс Венесуэла» в 1999 году. Она так же участвовала в конкурсах, «Мисс Атлантика 2000» и «Мисс Латина 2000» заняв в них первое место.            
В 2021 году сделала пластическую операцию на носу.

## Карьера
Карьера Норкис началась с рекламы. Она участвовала в съёмках различных рекламных компаний в качестве модели, таких как Movilnet, Chrysler, Veltel.
В 2002 году она дебютировала в сериале ««Девственница»» в роли Дезире. В том же году Батиста сыграла злодейку, Чикинкиру Лоренс, в сериале «Моя прекрасная толстушка».
В 2004 году она сыграла сразу три роли в сериале «Сумасбродная Анастасия» вместе с актёром, Хуаном Пабло Раба, а в 2005 году снялась в сериале «Любовь из-под палки» будучи беременной, где её партнёром стал Лусиано Д' Алессандро. В конце 2007 года последовали съёмки в сериале «Карьеристка». В 2011 году выходит сериал «Дикий цветок» с участием Норкис, в 2012 «Мой бывший меня хочет», а в 2013 «В любом случае Роза».
Кроме съёмок в сериалах Батиста совершает турне по Венесуэле со своим театром «Оргазм». В 2014 году она выпустила свою линию купальников, которая была названа «Norkys Batista».
В 2015 году была утверждена на роль одной из четырёх горничных в сериале «Горничная с Патильи».
В 2016 году она присоединилась к актерскому составу сериала «Преданное сердце». В том же году она была выбрана в качестве главной героини театрального спектакля «Королева Пепеада».
В 2021 году Батиста заменила ведущую Керли Руис в программе «Шикарный день», которая транслируется на канале EVtv, из-за того, что Руис была нанята ведущей новостей на канале Telemundo 51. В том же году она получила роль Эвелин в сериале «Женщина моей жизни», который так и не вышел в эфир, несмотря на то, что уже была снят. В 2024 году она приняла участие в реалити-шоу «Плохие женщины».

## Личная жизнь
В 2003 году она вышла замуж за стоматолога Леонардо Латтингера, а три года у них родился сын Себастьян Латтингер Батиста. В 2010 году они развелись.
6 ноября 2020 года Батиста вышла замуж за бизнесмена Алексиса Гонсалвеса в городе Майами, штат Флорида.

## Фильмография

### Сериалы
| Год       | Название                 | Роль                                                      | Страна    | Канал                  |
| --------- | ------------------------ | --------------------------------------------------------- | --------- | ---------------------- |
| 2016      | Преданное сердце         | Малена Корона Сотилло                                     | Венесуэла | 22px RCTV Producciones |
| 2015      | Горничная с Патильи      | Иоланда Франко                                            | Панама    | TVN]                   |
| 2013-2014 | В любом случае Роза      | Андреина Валейо                                           | Венесуэла | 18px Venevisión        |
| 2012      | Мой бывший меня хочет    | Миранда Аттенас                                           | Венесуэла | 18px Venevisión        |
| 2011-2012 | Дикий цветок             | Сара                                                      | Колумбия  | 35px                   |
| 2008      | Карьеристка              | Виктория Гуанипа Салчедо                                  | Венесуэла | 22px RCTV              |
| 2005-2006 | Любовь из-под палки      | Ана де Йезус Амараль                                      | Венесуэла | 22px RCTV              |
| 2004      | Сумасбродная Анастасия   | Анастасия Валбуена /Алехандра Валбуена/ Каталина Валбуена | Венесуэла | 22px RCTV              |
| 2002-2003 | Моя прекрасная толстушка | Чикинкира «Чики» Лоренс Ривера                            | Венесуэла | 22px RCTV              |
| 2002      | Девственница             | Дезире Рохас                                              | Венесуэла | 22px RCTV              |

## Театр
- Оргазм (2009 — 2012)
- Оргазм (2012 — настоящее время)